# Kameruns herrlandslag i volleyboll
Kameruns herrlandslag i volleyboll representerar Kamerun i volleyboll på herrsidan. Laget tillhör de mest framgångsrika på kontinenten. De har vunnit afrikanska mästerskapet två gånger och afrikanska spelen fyra gånger. De har även deltagit i VM vid flera tillfällen.

### Fotnoter
1. ↑  ”African Games 1965” (på engelska). Volleybox. https://volleybox.net/men-african-games-1965-o6299. Läst 1 november 2023.
2. ↑  Todor Krastev. ”Men Volleyball II Africa Championship 1971 Cairo, Egypt - July - Winner Tunisia (2nd)” (på engelska). http://todor66.com/volleyball/Africa/Men_1971.html. Läst 18 april 2024.
3. ↑  Todor Krastev. ”Men Volleyball V Africa Championship 1983 Cairo, Egypt 07-14.12 - Winner Egypt (2nd)” (på engelska). http://todor66.com/volleyball/Africa/Men_1983.html. Läst 20 april 2024.
4. ↑  Todor Krastev. ”Men Volleyball XII World Championship 1990 Rio de Janeiro (BRA) - 18-28.10 - Winner Italy” (på engelska). http://www.todor66.com/volleyball/World/Men_1990.html. Läst 2 december 2023.
5. ↑  Todor Krastev. ”Men Volleyball VII All Africa Games 1999 Johannesburg (RSA) - 11-18.09 Winner Cameroon” (på engelska). http://www.todor66.com/volleyball/Africa/Men_AAG_1999.html. Läst 1 november 2023.
6. ↑  Todor Krastev. ”Men Volleyball XVI Africa Championship 2007 Durban (RSA) - 16-22.09 Winner Egypt (4th)” (på engelska). http://www.todor66.com/volleyball/Africa/Men_2007.html. Läst 20 april 2024.
7. ↑  Todor Krastev. ”Men Volleyball XVII Africa Championship 2009 Tetouan (MOR) 27.09-04.10 Winner Egypt (5th)” (på engelska). http://www.todor66.com/volleyball/Africa/Men_2009.html. Läst 19 april 2024.
8. ↑  ”2010 FIVB Volleyball World Championship - Italy” (på engelska). Fédération Internationale de Volleyball. http://www.fivb.org/EN/Volleyball/Competitions/WorldChampionships/2010/Men/FinalStanding.asp?Tourn=MWCH2010. Läst 4 februari 2024.
9. ↑  ”Tournament Standing - FIVB Volleyball Men's World Championship Poland 2014” (på engelska). Fédération Internationale de Volleyball. http://poland2014.fivb.org/en/competition/final-standing. Läst 4 februari 2024.
10. ↑  ”Volleyball, Africa: African Championship 2021 Standings - Soccerstand.com” (på engelska). https://www.soccerstand.com/volleyball/africa/african-championship-2021/standings/#/6BwErRCc/draw. Läst 1 november 2023.
11. ↑  ”5th ISLAMIC SOLIDARITY GAMES MEN” (på engelska). Turkiets volleybollförbund. https://tvf-web.dataproject.com/CompetitionStandings.aspx?ID=84&PID=164. Läst 19 april 2024.
12. ↑  volleyballworld.com. ”FIVB Men's World Championship 2022” (på engelska). https://en.volleyballworld.com/volleyball/competitions/men-world-championship-2022/standings/#round-f. Läst 4 februari 2024.
13. ↑  ”Live Center - Men's African Nations Championship 2023” (på engelska). Fédération Internationale de Volleyball. https://live.app.fivb.com/tournaments/1408/matches. Läst 31 oktober 2023.
14. ↑  ”African Games (Volleyball ) Event Overview Men's” (på engelska). Afrikanska spelen 2023. https://results.accra2023ag.com/wrs/eng/zz/engzz_volleyball-event-overview-men-s.htm. Läst 18 april 2024.